# Španska falanga
Španska falanga je bila desničarska politična stranka, ki je temeljila na fašistični ideologiji in državnem sindikalizmu, ustvarjena 29. oktobra leta 1933, s strani Joséja Antonia Primo de Rivera, med Drugo špansko republiko. 15. februarja, leta 1934, se je Španska falanga združila s podobno usmerjeno stranko, ki nasprotuje kakršnikoli demokraciji in je totalitarno ter državno revolucionarno-sindikalnega značaja, Skupnost nacionalistične, sindikalistične ofenzive (šp. Las Juntas de Ofensiva Nacional Sindicalista), skrajšano kot las JONS, pod vodstvom Onésima Redonda in Ramira Ledesma Ramos, zastopana s strani delavcev, študentov, kmetov, intelektualcev. Nova politična organizacija Španska falanga skupnosti nacionalistične, sindikalistične ofenzive, tudi poznana kot Falange española de las JONS, skrajšano FE de las JONS, se je kmalu označila za stranko, ki se zavzema za interese delavcev, s poudarkom na gostincih, taksistih in igralcih.
Februarske splošne volitve, leta 1936, so bile že čas nenehnih soočenj med Španci, pripadniki levice in desnice. Zmaga stranke Frente Popular, podprta s strani strank PSOE in PCE je povzročila pravi razkol med desničarskimi in levičarskimi strankami z veliko umori, protesti, atentati…
Napete okoliščine med političnimi in družbenimi silami so povzročile razdelitev Španije na dva dela, na nacionalno in republikansko Španijo. Falanga je prek svojega voditelja in soustanovitelja Joseja Antonia Primo de Rivera sodelovala v različnih zarotah in vojaških poskusih, da bi porazila republikance. V času tega napetega, nasilnega in nevarnega ozračja, sta bila v mesecu marcu, leta 1936 zaprta tudi voditelja Španske falange José Antonio in  Onésimo Redondo. S pomočjo kontakta z zarotniki, je 17. julija, 1936 iz zapora, Jose Antonio poslal sporočilo, naj se njegove organizacije pridružijo državnemu udaru.
S pričetkom Španske državljanske vojne, so se falangisti borili na strani upornikov, nacionalne stranke in prevzeli odgovornost za represijo in usmrtitve izdajalcev. Leta 1937, Francisco Franco, že kot generalisimus vojske in španski državni voditelj ukaže združitev Španske falange in karlističnega gibanja in ju oblikuje v Špansko tradicionalno falango in skupnost nacionalistične, sindikalistične ofenzive (šp. Falange Española Tradicionalista y de las JONS), pozneje poznano tudi kot Državno gibanje (šp. el Movimiento nacional), edina uradna stranka v Španiji med leti 1939 in 1975. S koncem vojne, Franco falangi podeli vlogo stranke, ki mu bo pomagala obdržati popolno in neomejeno politično oblast in ohranjala frankistični režim.
Do leta 1942, je število falangistov naraslo že na 932.000. V istem letu je Franco zaradi porazov Sil osi, začel previdno spreminjati svojo zunanjo politiko, iščoč spravo med Zavezniki druge svetovne vojne. Španija se je ponovno razglasila za nevtralno, sam politični sistem pa se je distanciral od fašističnih principov in čedalje bolj promoviral tradicionalne vrednote in katoliško vero. Od tu sledi, da tudi Španska falanga ni več poimenovana stranka, pač pa gibanje, Državno gibanje. Z ekonomskim razvojem Španije, zahvaljujoč pomoči iz Združenih držav Amerike in vstopom skupine tehnokratov imenovane Opus Dei v vlado, ki je oblikovala Stabilizacijski načrt iz leta 1959, Francisco Franco daje vse manj in manj pomembnosti gibanju. S smrtjo Franca, leta 1975 in sovpadom obdobja Španske tranzicije, se je Španska falanga razdelila na več manjših strank, ki so danes še vedno prisotne, le da s pičlo relevantnostjo in priljubljenostjo.